# مامباي
مامباي (بالبرتغالية: Mambaí‏) هي بلدية تقع في البرازيل في غوياس.[بحاجة لمصدر] يقدر عدد سكانها بـ 6,891 نسمة ومساحتها 859.555 كم2 .